# Mattias Ekström
Mattias Ekström, né le 14 juillet 1978 à Falun, est un pilote automobile suédois. Sacré champion DTM en 2004 et 2007, il est couronné champion du monde de rallycross FIA en 2016.

## Biographie

### Débuts en compétition au niveau national (1995-2000)
Mattias Ekström fait ses débuts en compétition automobile en 1995 dans le tournoi Renault 5 Junior de Suède. Il termine vice-champion, avant d'être sacré l'année suivante.
En 1997, il passe au Championnat de Suède des voitures de tourisme. Il termine vice-champion avec quatre victoires pour sa première saison. La saison suivante, il ambitionne logiquement le titre, mais ne parvient à ne décrocher que quatre podiums pour aucune victoire. Lors de la saison 1999, il remporte le titre national, après avoir raflé quatre victoires et mis en valeur sa régularité aux avant-postes (dix podiums en seize courses). Tenant du titre, l’année suivante, il doit laisser son titre pour dix points au Norvégien Tommy Rustad.

### Premiers pas et premiers résultats en DTM (2001-2003)
En 2001, il intègre le Deutsche Tourenwagen Masters avec Abt Sportsline Junior. Pour sa première saison dans la discipline, il termine huitième avec un podium. En 2002, il passe chez l'équipe principale Abt Sportsline, remporte sa première victoire, éclipsée alors par le sacre de Laurent Aïello, et termine troisième du championnat. Toutefois, lors de la saison suivante, il ne remporte aucune course et termine quatrième.

### Consécration en DTM (2004-2007)

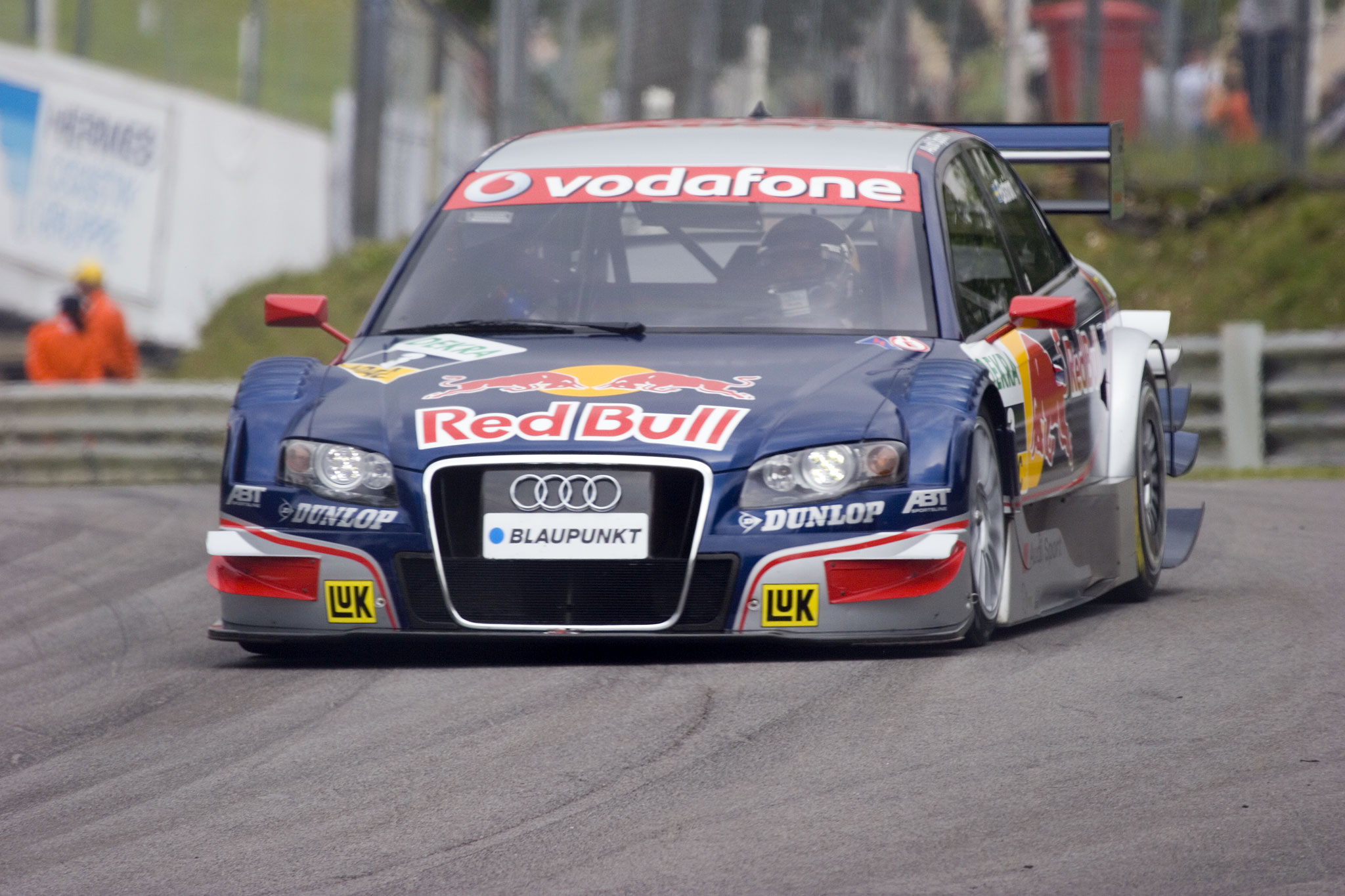
Mattias Ekström sur son Audi, l'année de son deuxième titre en DTM.

Lors de la saison 2004, Mattias Ekström remporte son premier titre DTM, après avoir remporté quatre courses, et avoir été sur huit podiums, en l'espace de onze courses. L'année suivante, il termine vice-champion de la discipline, seulement battu par le Britannique Gary Paffett.
La saison 2006 est bien plus compliquée que les précédentes pour le Suédois : il ne décroche qu'une seule victoire, sur le circuit de Brands Hatch, le permettant de terminer huitième du championnat.
En 2007, Ekström décroche une seule victoire, mais sa régularité sur les podiums (sept podiums en dix courses) le permettent de décrocher pour trois points son deuxième titre en DTM, devant Bruno Spengler. Il déclare que « ce titre a plus de valeur que celui obtenu en 2004 », du fait du suspense présent jusque dans le dernier tour du championnat.

### Années sans titre DTM (2008-2017)

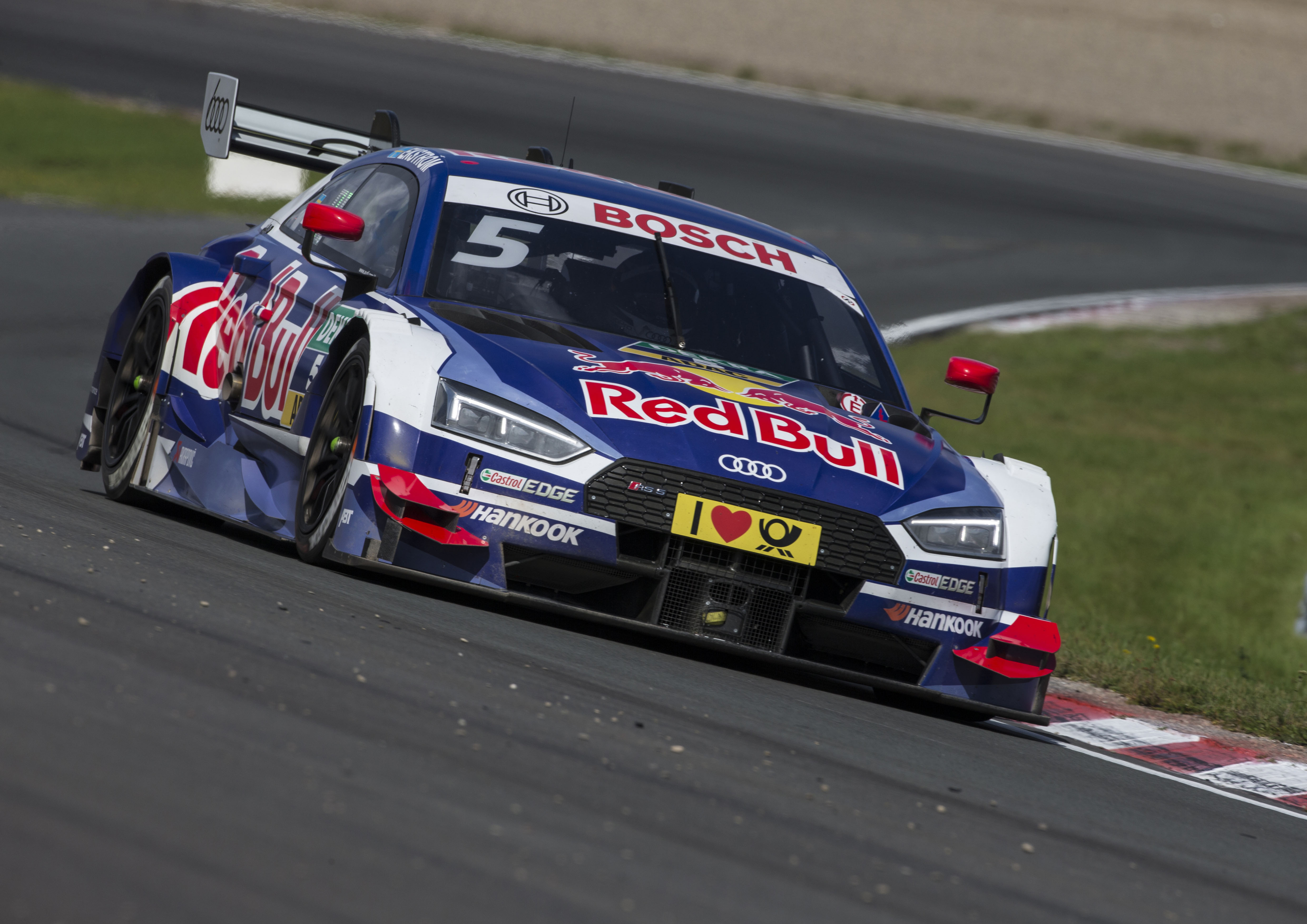
Ekström et son Audi RS5 DTM en 2017

Champion sortant, Mattias Ekström termine troisième de la saison 2008 derrière Timo Scheider, malgré avoir raflé trois victoires. L'année 2009 est difficile pour le Suédois, qui, malgré une cinquième place finale au championnat, ne remporte aucune victoire. Comme l'année précédente, Mattias Ekström termine la saison 2010 à la cinquième place, mais remporte une course.
L'année 2011 marque le retour d'Ekström aux avant-postes. Il arrache le titre de vice-champion pour un point et remporte trois victoires. Néanmoins, il reste à vingt longueurs du nouveau champion Martin Tomczyk. Il retrouve les difficultés durant les saisons 2012 et 2013, lors desquelles il ne décroche aucune victoire, pour quatre podiums.
Lors de la saison 2014, il réalise des débuts moyens pour monter en puissance tout au long du championnat, et pour finalement obtenir ses deux victoires de la saison lors des deux dernières courses, lui permettant de terminer à la deuxième place du championnat, derrière Marco Wittmann.
Après une saison 2017 soldée par un titre de vice-champion, Mattias Ekström annonce l’arrêt de sa carrière en DTM pour se concentrer sur le championnat du monde de rallycross.

### Résultats dans les autres compétitions
Il remporte à trois reprises la prestigieuse Race of Champions, lors des éditions 2006 (victoire en finale contre Sébastien Loeb), 2007 (en finale contre Michael Schumacher) et 2009 (en finale contre Michael Schumacher). Avec Tom Kristensen, il a remporté la Coupe des Nations en 2005, pour la Scandinavie.

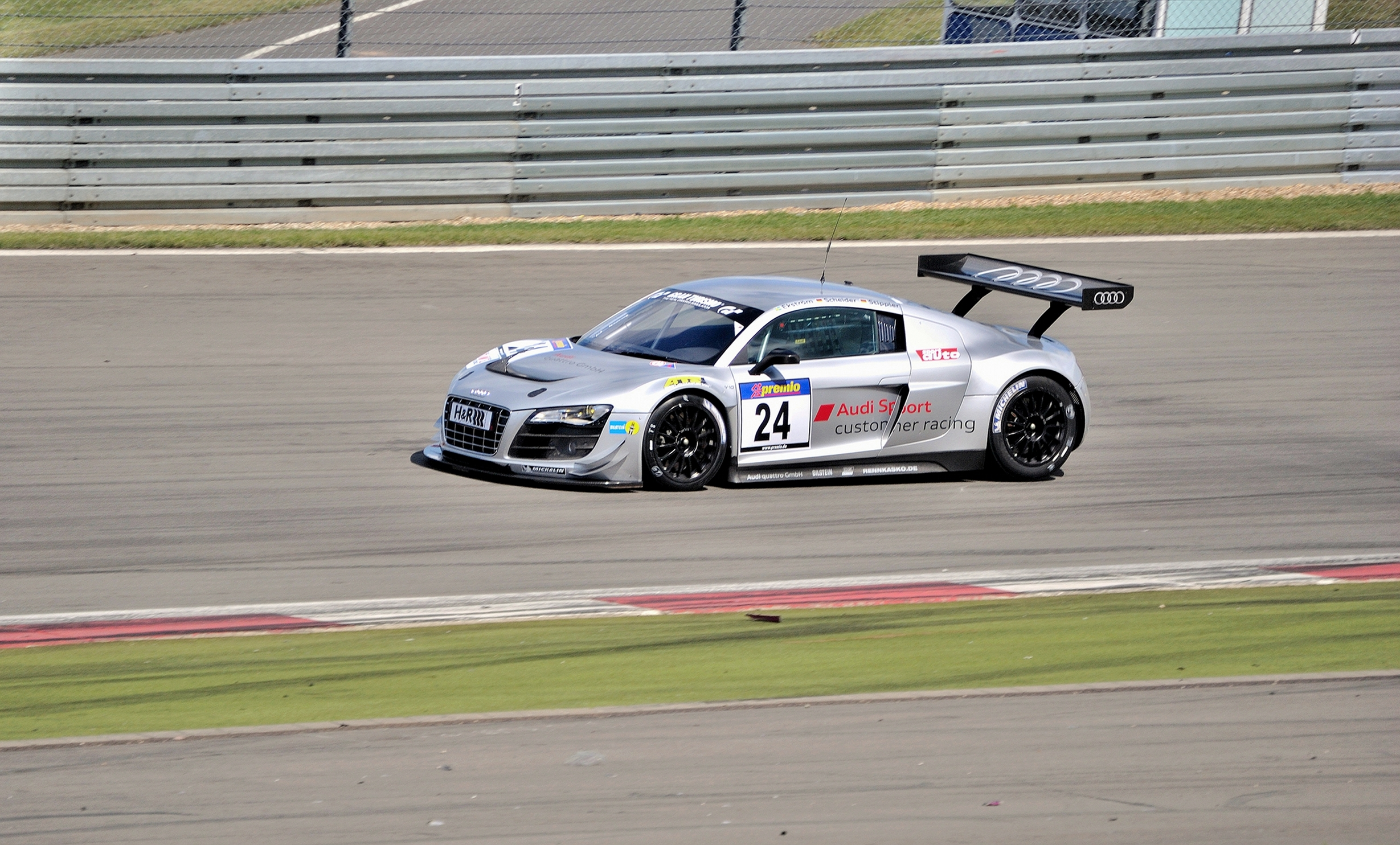
L'Audi R8 LMS de Mattias Ekström lors d'une manche de VLN en 2011.

Il a par ailleurs participé, sur des voitures privées, à huit rallyes du Championnat du monde des rallyes entre 1999 et 2006 notamment au volant de la Skoda Fabia WRC du team Red Bull en Suède et en Allemagne, sans parvenir à marquer de points. Son meilleur résultat est une dixième place lors du Rallye de Suède 2005.
En 2010, il a participé à quelques courses de NASCAR au volant d'une Toyota Camry dont son meilleur résultat fut une 20e place (sur 43 concurrents) sur le circuit routier de Sonoma. À noter qu'il mena 7 tours sur les 110 que comptait l'épreuve. Il a aussi participé à une course de V8 Supercars en 2013, dans laquelle il termine dixième.
En endurance, il a remporté les 24 Heures du Nürburgring en 2001, puis les 24 Heures de Spa dix ans plus tard, sur une Audi R8 LMS

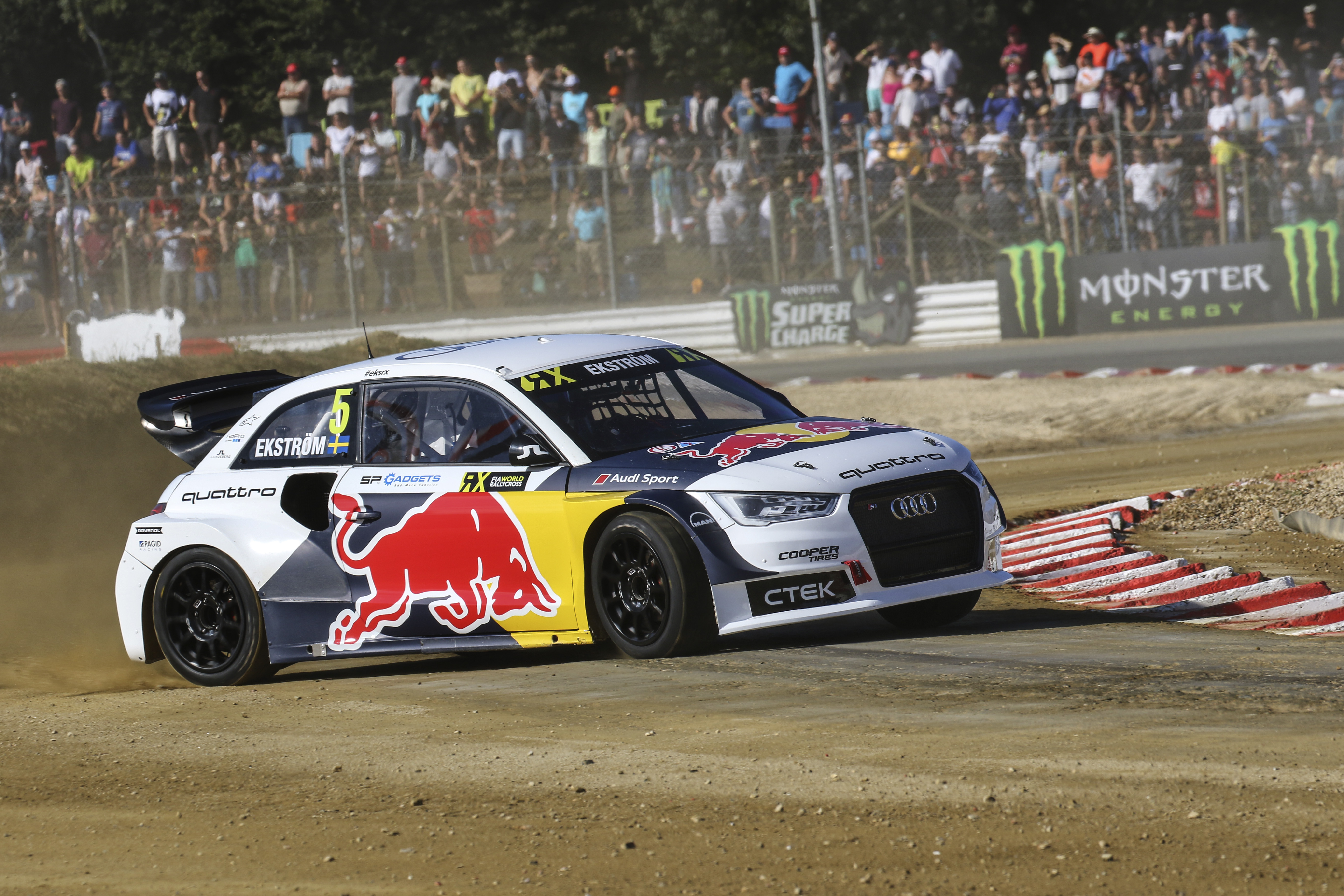
L'Audi S1 EKS de Mattias Ekstrom en 2016

### Championnat du monde de rallycross (2014-2018)
En 2014, sentant le potentiel du nouveau championnat du monde de rallycross (World RX), il crée sa propre équipe de rallycross EKS RX et participe à la deuxième moitié de la saison. Dès 2015 et sa première saison entière, il affiche des performances de premier plan et s'impose en Suède. Il est leader du championnat 2016 à trois courses du terme avec 4 victoires face à des pilotes comme Petter Solberg et Sébastien Loeb. Le 22 septembre 2016, à cause d'une concordance des dates en DTM et en World RX du 16 octobre 2016, il annonce l'accord d'Audi Sport de privilégier le rallycross au DTM afin d'y maintenir ses chances de titre. Le 16 octobre 2016, il devient champion du monde de rallycross FIA 2016 à une course de la fin du championnat.
À la suite de son titre de vice-champion en 2017, Mattias Ekström annonce se concentrer exclusivement au World RX à partir de 2018 avec le soutien accru d'Audi Sport.
Sacré vice-champion en 2018, il annonce son retrait de la discipline à la suite de l’arrêt du soutien d'Audi Sport à son équipe .
En janvier 2021, il participe à son premier Rallye Dakar, l'année suivante il remporte une victoire d'étape.

## Résultats en compétition automobile

### Palmarès

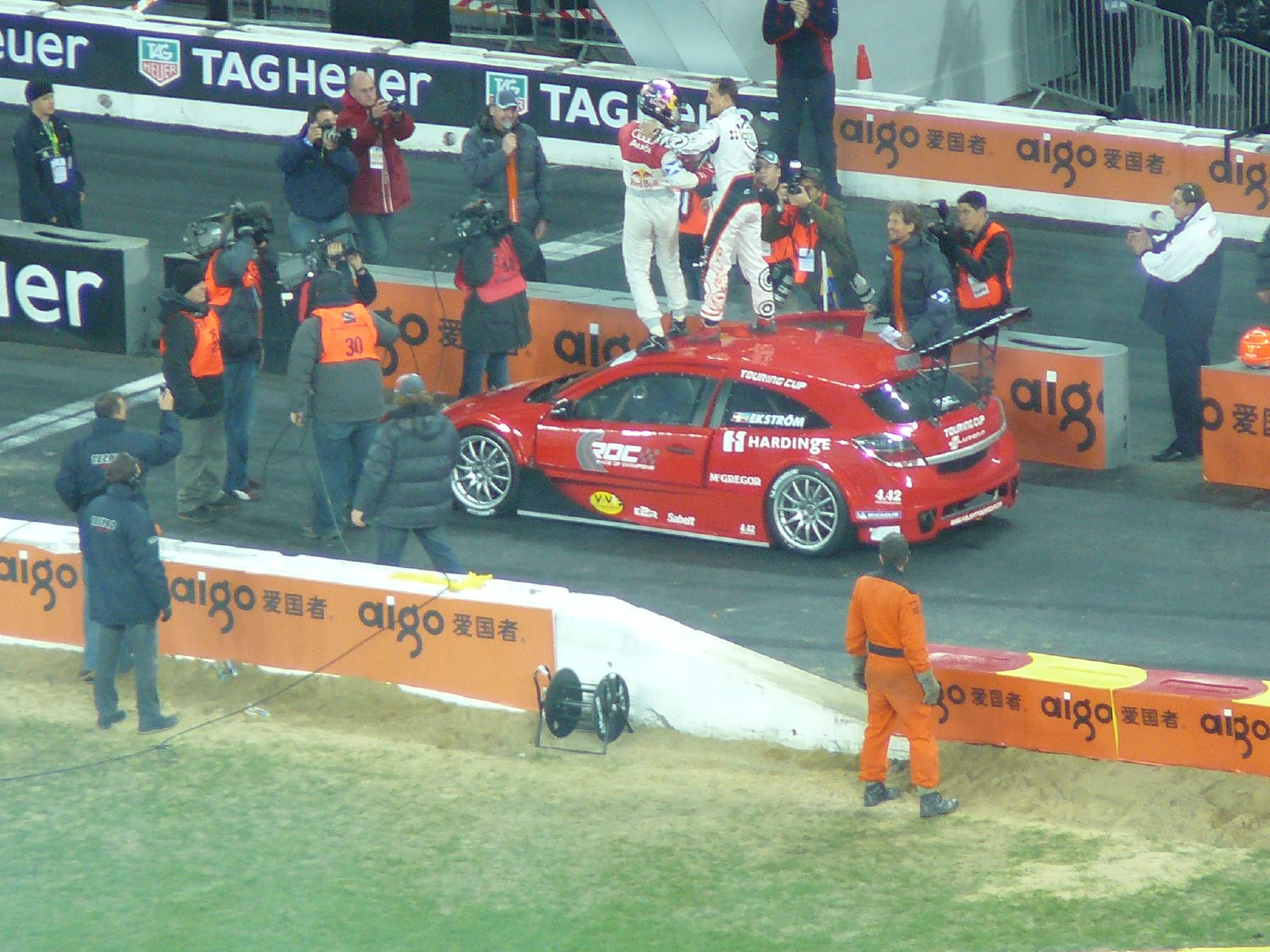
Mattias Ekström célèbre sa deuxième victoire dans la Race of Champions, lors de l'édition 2007, après sa victoire contre Michael Schumacher.

- Renault 5 Junior Suède : Champion en 1996
- Championnat de Suède de voitures de tourisme (STCC) : Champion en 1999 sur Audi A4 Quattro
- 24 Heures du Nürburgring : Vainqueur en 2001
- DTM : Champion en 2004 et en 2007 sur Audi A4 DTM 04 et 07
- Coupe des Nations : 2005 (en équipe avec Tom Kristensen)
- Race of Champions : Vainqueur en 2006, 2007 et 2009
- 24 Heures de Spa : Vainqueur en 2011 sur Audi R8 LMS
- Championnat du monde de rallycross FIA : Champion en 2016 sur Audi S1

### Résultats au Rallye Dakar
| Année | Catégorie   | Marque | Copilote       | Position | Victoires d'étapes |
| ----- | ----------- | ------ | -------------- | -------- | ------------------ |
| 2021  | Proto Léger | Yamaha | Emil Bergkvist | Abd.     | -                  |
| 2022  | Auto        | Audi   | Emil Bergkvist | 9e       | 1                  |
| 2023  | Auto        | Audi   | Emil Bergkvist | 14e      | 1                  |
| 2024  | Auto        | Audi   | Emil Bergkvist | 48e      | 2                  |
| 2025  | Auto        | Ford   | Emil Bergkvist | 3e       | 1                  |

### DTM
| Année | Voiture          | Équipe                         | Courses disputées | Victoires | Pole positions | Podiums | Records du tour | Points inscrits | Classement |
| ----- | ---------------- | ------------------------------ | ----------------- | --------- | -------------- | ------- | --------------- | --------------- | ---------- |
| 2001  | Audi TT-R        | Abt Sportsline Junior          | 9                 | 0         | 0              | 1       | 0               | 38              | 8e         |
| 2002  | Audi TT-R        | Abt Sportsline                 | 10                | 1         | 2              | 6       | 2               | 50              | 3e         |
| 2003  | Audi TT-R        | Abt Sportsline                 | 10                | 0         | 2              | 5       | 0               | 46              | 4e         |
| 2004  | Audi A4 DTM 04   | Abt Sportsline                 | 11                | 4         | 4              | 8       | 2               | 74              | Champion   |
| 2005  | Audi A4 DTM 05   | Abt Sportsline                 | 11                | 3         | 1              | 7       | 1               | 71              | 2e         |
| 2006  | Audi A4 DTM 2006 | Audi Sport Team Abt Sportsline | 10                | 1         | 0              | 1       | 0               | 21              | 8e         |
| 2007  | Audi A4 DTM 2007 | Abt Sportsline                 | 10                | 1         | 1              | 7       | 2               | 50              | Champion   |
| 2008  | Audi A4 DTM 2008 | Audi Sport Team Abt Sportsline | 11                | 3         | 2              | 5       | 0               | 56              | 3e         |
| 2009  | Audi A4 DTM 2009 | Abt Sportsline                 | 10                | 0         | 3              | 5       | 2               | 41              | 5e         |
| 2010  | Audi A4 DTM 2009 | Abt Sportsline                 | 11                | 1         | 2              | 3       | 2               | 35              | 5e         |
| 2011  | Audi A4 DTM 2009 | Abt Sportsline                 | 10                | 3         | 2              | 5       | 1               | 52              | 2e         |
| 2012  | Audi A5 DTM      | Abt Sportsline                 | 10                | 0         | 1              | 3       | 0               | 81              | 6e         |
| 2013  | Audi RS5 DTM     | Abt Sportsline                 | 10                | 0         | 0              | 1       | 0               | 68              | 7e         |
| 2014  | Audi RS5 DTM     | Audi Sport Team Abt Sportsline | 10                | 2         | 0              | 5       | 1               | 106             | 2e         |
| 2015  | Audi RS5 DTM     | Audi Sport Team Abt Sportsline | 18                | 2         | 1              | 6       | 1               | 147             | 3e         |
| 2016  | Audi RS5 DTM     | Audi Sport Team Abt Sportsline | 16                | 1         | 0              | 3       | 2               | 107             | 7e         |

### Championnat du monde de rallycross

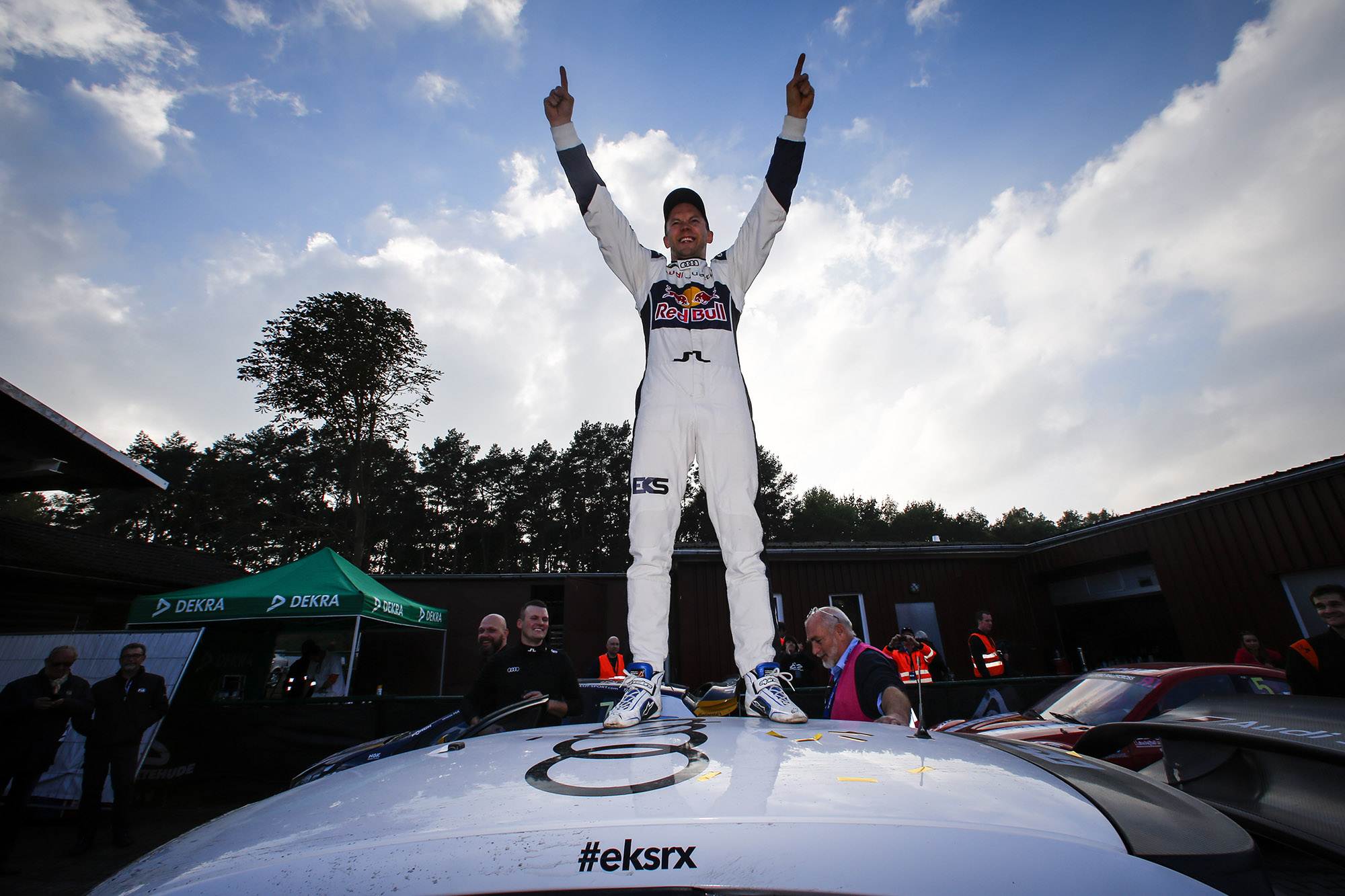
Mattias Ekstrom après son titre de champion du monde de rallycross 2016

| Année | Équipe | Voiture                | 1     | 2     | 3      | 4     | 5      | 6     | 7     | 8      | 9     | 10    | 11    | 12    | 13    | WRX      | Points |
| ----- | ------ | ---------------------- | ----- | ----- | ------ | ----- | ------ | ----- | ----- | ------ | ----- | ----- | ----- | ----- | ----- | -------- | ------ |
| 2014  | EKS RX | Audi S1 EKS RX quattro | POR   | GBR   | NOR 20 | FIN   | SUE 1  | BEL   | CAN   | FRA    | ALL 2 | ITA   | TUR   | ARG   |       | 11e      | 55     |
| 2015  | EKS RX | Audi S1 EKS RX quattro | POR 7 | HOC   | BEL 6  | GBR 2 | ALL 15 | SUE 1 | CAN 6 | NOR 12 | FRA 5 | BAR 7 | TUR 4 | ITA   | ARG 2 | 6e       | 201    |
| 2016  | EKS RX | Audi S1 EKS RX quattro | POR 7 | HOC 1 | BEL 1  | GBR 1 | NOR 3  | SUE 6 | CAN 8 | FRA 7  | BAR 1 | LET 2 | ALL 5 | ARG 5 |       | Champion | 272    |
| 2017  | EKS RX | Audi S1 EKS RX quattro | BAR 1 | POR 1 | HOC 1  | BEL 4 | GBR 5  | NOR 4 | SUE   | CAN 7  | FRA 3 | LET 2 | ALL 1 | AFS 3 |       | 2nd      | 255    |